# ياكوب كاتس
ياكوب كاتس (بالعبرية: יעקב כ"ץ‏) (بالمجرية: Katz Jakab)‏ هو مؤرخ مجري وإسرائيلي، ولد في 15 نوفمبر 1904 في المجر، وتوفي في 20 مايو 1998 في القدس في إسرائيل.